# Charles Comiskey
Charles Albert Comiskey (Chicago, 15 agosto 1859 – Eagle River, 26 ottobre 1931) è stato un giocatore di baseball, allenatore di baseball e dirigente sportivo statunitense nella Major League Baseball (MLB). È stato introdotto nella National Baseball Hall of Fame come dirigente nel 1939.

## Carriera
Soprannominato "Commy" o "The Old Roman", Comiskey fu un personaggio chiave per la nascita dell'American League e fu il proprietario e fondatore dei Chicago White Sox. Comiskey Park, lo storico stadio dei White Sox, è stato costruito durante la sua dirigenza e a lui dedicato. La reputazione di Comiskey fu permanentemente macchiata del coinvolgimento della sua squadra nel "Black Sox Scandal", una cospirazione per "vendere" le World Series del 1919 contro i Cincinnati Reds, con alcuni che imputarono il suo cattivo trattamento dei giocatori dei White Sox come una delle cause che diedero il via alla vicenda. Comiskey era diventato molto impopolare tra i suoi giocatori, a causa dei bassi stipendi e di scelte come fare pagare agli stessi la lavanderia per le proprie uniformi. Nel 1920, quando lo scandalo venne alla luce, sospese i giocatori coinvolti anche se inizialmente li difese, pagando loro le costose spese legali. Alla fine, Comiskey supportò la decisione del Commissioner Kenesaw Mountain Landis di bandire i giocatori implicati dei White Sox dal mondo del baseball, pur sapendo che ciò avrebbe definitivamente compromesso il nucleo dei giocatori della sua squadra. Questa sarebbe tornata competitiva solo quindici anni dopo, cinque dopo la sua scomparsa.

## Palmarès

### Club
- World Series: 2

Chicago White Sox: 1906, 1917 (come proprietario)